# Làmina nuclear
La làmina nuclear o nucleolema és una xarxa entremesclada de filaments intermedis de 80 a 100 nm de gruix compostos de làmines A, B i C situades a la perifèria del nucleoplasma. La làmina nuclear confereix estabilitat mecànica a l'embolcall nuclear. A més, en interaccionar amb la cromatina participa en la determinació de l'organització tridimensional del nucli interfàsic.
La composició de la làmina es basa en proteïnes anomenades làmines. Els tres tipus de làmines (A, B i C) estan codificats per 3 gens diferents. Les de tipus A i C se sintetitzen a partir del mateix gen, anomenat LMNA, per processament alternatiu donant lloc a quatre subtipus: A, A(Δ)10, C1 i C2. Les làmines de tipus B estan codificades per dos gens diferents: LMNB1 (làmines del subtipus B1) i LMNB2 (làmines dels subtipus B2 i B3, també per processament alternatiu del gen).
Totes les làmines presenten un domini globular al seu extrem C-terminal i un altre a l'N-terminal. A través del C-terminal, excepte les làmines C, uneixen una molècula anomenada farnesil (procés denominat farnesilació) que permet l'ancoratge de les làmines a la membrana nuclear interna. Aquesta unió permet que es formin dímers, després tetràmers, protofilaments, filaments i finalment el reticle que constitueix la làmina nuclear.
La fosforilació de les làmines provoca el desassemblatge de la làmina nuclear causant el trencament de l'embolcall a l'inici de la divisió cel·lular. Tot i que la formació de la làmina no és necessària durant els passos inicials, l'organització de l'embolcall és indispensable pel creixement posterior i el manteniment de la seva integritat. Les làmines s'incorporen després que la cisterna o espai perinuclear envolti l'ADN i comenci el transport entre el nucli i el citoplasma.
L'aparició de l'embolcall nuclear permeté que els eucariotes aïllessin els processos genètics principals, com l'autoduplicació de l'ADN o la síntesi d'ARN. A més això feu possible que l'ARNm es modifiqui dins del nucli abans de ser traduït als ribosomes. Aquestes modificacions no es produeixen en els procariotes, car a mesura que l'ARN polimerasa sintetitza l'ARN, simultàniament l'extrem 5' s'uneix al ribosoma i comença la traducció.